# Bernardo O'Higgins (forskningsstation)

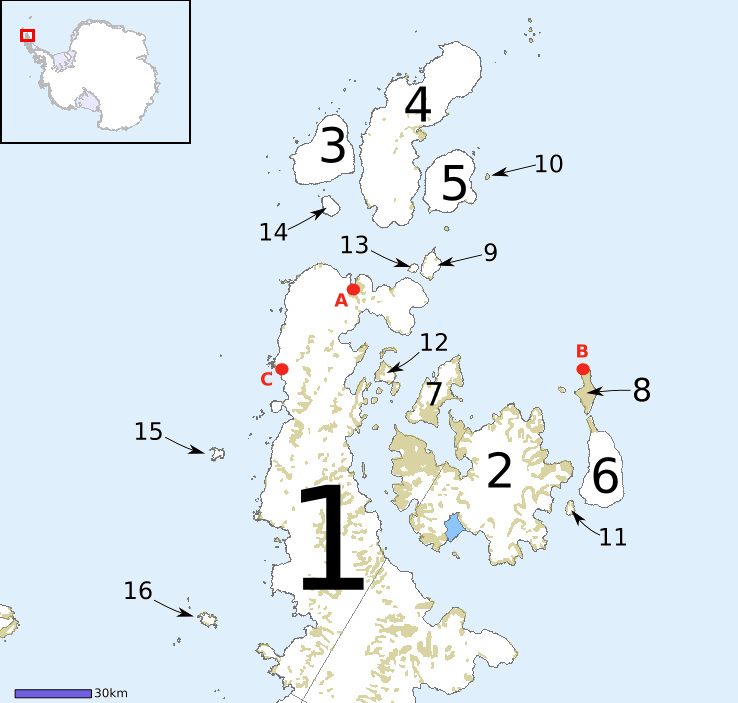
På denna karta över den Antarktiska halvöns yttersta del är Bernardo O'Higgins-basen markerad med "C"

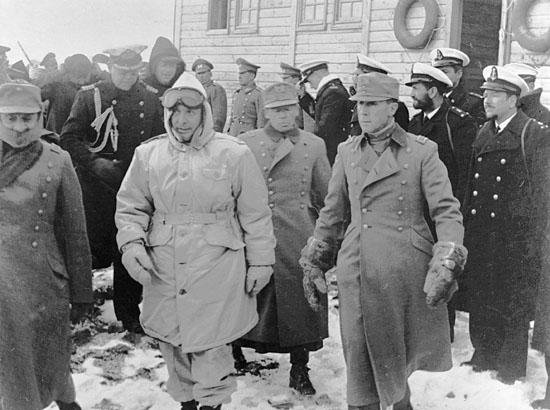
President Videla vid invigningen av Bernardo O'Higgins-basen 1948

Bernardo O'Higgins-basen (Spanska: Base General Bernardo O'Higgins) är en chilensk forskningsstation i Antarktis, uppkallad efter militären och politikern Bernardo O’Higgins (1778-1842). Stationen ligger på Trinityhalvön, som ligger i den nordligaste delen av den Antarktiska halvön. Den öppnade 1948, och är därmed en av de antarktiska baser som varit längst i kontinuerlig drift. Vinterbemanningen ligger på 16 personer, medan bemanningen under sommarsäsongen ofta når 44 personer. Den maximala övernattningskapaciteten är 60 personer. Stationen drivs av den chilenska marinen. 
Tysklands rymdmyndighet Deutsches Zentrum für Luft- und Raumfahrt etablerade 1991 en station invid Bernardo O'Higgins för mottagning av satellitdata. Stationen heter GARS-O’Higgins (German Antarctic Receiving Station), och har ett mycket nära samarbete med Bernardo O'Higgins-basen och med chilenska myndigheten Instituto Antártico Chileno. 